# Jászboldogháza
Jászboldogháza là một thị trấn thuộc hạt Jász-Nagykun-Szolnok, Hungary. Thị trấn này có diện tích 55,31 km², dân số năm 2010 là 1649 người, mật độ 30 người/km².